# Родные берега (фильм, 1989)
«Родные берега» (азерб. Doğma Sahillər) — детективно-приключенский фильм 1989 года.

## Сюжет
На южной границе СССР совместно с соседним Ираном ведётся строительство крупного гидроузла. Действия фильма происходят на фоне национальной проблемы границей двух государств разделённого азербайджанского народа. Картина повествует о попытке западной разведки совершить диверсию в построенной совместно двумя государствами-соседями гидроэлектростанции. Границу переходят хорошо подготовленные агенты, а пограничникам с помощью гражданского населения удаётся обезвредить сеть вражеской агентуры и захватить нарушителей.

## В ролях
- Тариел Гасымов — полковник Муса Насибов
- Гамида Омарова — Зивер
- Расим Балаев — полковник Габиби
- Гасан Мамедов — Нуру
- Гюндуз Аббасов – Бендалы
- Радивадис Музыкьявичус – молодой иностранец
- Гюмрах Рагимов – Амбал
- Лев Прыгунов — подполковник Нестеренко
- Олег Белов — полковник Кондратьев
- Альгимантас Масюлис — пожилой иностранец
- Омир Нагиев —  Реззаг
- Энвер Гасанов — капитан Назаров
- Эльданиз Расулов — капитан Расулов
- Мухтар Маниев — Керим
- Нусрет Кесаманлы — иранский генерал
- Земфира Алиева — Нина
- Таваккуль Исмайлов — Таваккуль
- Энвер Аблуч

## Язык
Фильм снят на азербайджанском языке, есть любительские субтитры на русском языке.

## Ссылка
- Родные берега